# Gilena
Gilena es un municipio español de la provincia de Sevilla, Andalucía España. En 2016 contaba con 3.825 habitantes. Su territorio abarca 52 km² y tiene una densidad poblacional de 77,46 hab/km². Sus coordenadas geográficas son 37° 15′ N, 4° 54′ O. Se encuentra situada a una altitud de 465 metros y a 104 kilómetros de la capital de provincia, Sevilla. Es localidad de paso del Camino de la Frontera hacia Santiago de Compostela.

## Gobierno local
En las primeras elecciones locales (1979) tras la muerte del dictador Franco, en Gilena ganó el brazo político del Sindicato de Obreros del Campo. Así, gobierna hasta 1983 la Candidatura Unitaria de Trabajadores con 58,7% de los votos y 7 concejales, frente al 41,3% que obtuvo la UCD. El alcalde, de nuevo un jornalero desde la II República, fue Juan Antonio Morillas "Piquito". Hoy día, existe una calle en su honor.
En las elecciones locales de 1983, irrumpe el PSOE y gana la mayoría absoluta con un 56,6% y 7 concejales. La CUT pasa a segundo lugar con el 31,38% y 3 concejales, y por último, Alianza Popular obtiene un concejal con el 12,37% de los votos. El nuevo alcalde Paco Joya, revalidaría varias legislaturas y junto al siguiente alcalde, Pepe Reina, protagonizan y revalidan consecutivos gobiernos del PSOE durante 24 años hasta 2007. En las elecciones de 1995, el PSOE pierde la mayoría absoluta, obteniendo 4 concejales con el 48,4% de los votos. La CUT, ahora bajo IU-LV-CA, obtiene también 4 concejales con 1.021 votos (40,81%), y por primera vez y última hasta el día de hoy, obtiene 1 concejal el PP con 238 votos (9,51%).
En 2007, de 11 concejales, IU-LV-CA obtiene la mayoría absoluta de 6 con 1.353 votos (50,92%), frente a los 5 concejales del PSOE que le otorgan los 1.114 votos (41,93%). Pepe Joya sería el nuevo alcalde durante dos legislaturas y hasta 2015, año en el que decide no presentarse, y dar paso a un nuevo candidato.
En las elecciones de 2015, IU-LV-CA ahora IU-CUT, pierde la mayoría absoluta al aparecer en la escena política Alternativa por Gilena. AxG y por primera vez, no bajo las siglas de un partido, sino de una agrupación de electores que surge en septiembre de 2014. De carácter asambleario e independiente, algunos de sus representantes estarán vinculados al Sindicato Andaluz de Trabajadores/as-SOC y a Podemos-Andalucía.
El PSOE-A resulta ser el partido más votado con 1.056 votos (43,69%) y 5 concejales, pero no obtiene la mayoría absoluta quedando fuera del gobierno local. Por primera vez en Gilena, se conforma un gobierno de coalición, entre IU-CUT con 705 votos y 3 concejales, junto a AxG con 532 (22,01%) y otros 3 concejales. Emilio Gómez (IU-CUT) es elegido alcalde y Pablo González (AxG) primer teniente de alcalde.
En las elecciones del 26 de mayo de 2019, El PSOE-A, obtiene la mayoría absoluta con el 53,94%  de los votos, otorgándole 6 concejalías y siendo elegido como alcalde el candidato socialista José Manuel Ruiz Jurado. En segundo lugar quedará IULV-CA con 4 concejales, y en último lugar con 1 solo concejal AxG.
|                                 |                                                               |        |            |      |
| Candidaturas con representación | Candidaturas con representación                               | 2023   | 2023       | 2023 |
| Candidaturas con representación | Candidaturas con representación                               | %      | Concejales |      |
|                                 | Partido Socialista Obrero Español                             | 66,58% | 8          |      |
|                                 | Con Andalucía (Podemos, IULV-CA, Verdes Equo y Alianza Verde) | 30,66% | 3          |      |
|                                 | Partido Popular                                               | 2,49%  | 0          |      |

La ciudad de Gilena está gobernada por el Ayuntamiento de Gilena, cuyos representantes se eligen cada cuatro años por sufragio universal de todos los ciudadanos mayores de 18 años de edad. El órgano está presidido (2023) por el alcalde socialista, José Manuel Ruiz Jurado.

### Lista de alcaldes desde las elecciones democráticas de 1979
| Alcalde, -esa                   | Inicio del mandato | Fin del mandato | Partido | Partido | Partido                                                          |
| Juan Antonio Morillas "Piquito" | 1979               | 1983            |         |         | Candidatura Unitaria de Trabajadores (CUT)                       |
| Francisco Joya                  | 1983               | 1999            |         |         | Partido Socialista Obrero Español de Andalucía (PSOE-A)          |
| José Reina Moreno               | 1999               | 2007            |         |         | Partido Socialista Obrero Español de Andalucía (PSOE-A)          |
| José Manuel Joya Carvajal       | 2007               | 2015            |         |         | Izquierda Unida Los Verdes-Convocatoria por Andalucía (IU-LV-CA) |
| Emilio Antonio Gómez González   | 2015               | 2019            |         |         | Izquierda Unida Los Verdes-Convocatoria por Andalucía (IU-LV-CA) |
| José Manuel Ruiz Jurado         | 2019               | 2027            |         |         | Partido Socialista Obrero Español de Andalucía (PSOE-A)          |

## Historia
Por su situación geográfica, por sus tierras han pasado todas las civilizaciones que han habitado en la península ibérica. Todos ellos han dejado restos de ocupación, desde el Calcolítico, los ibéricos, los romanos, los visigodos y los musulmanes.

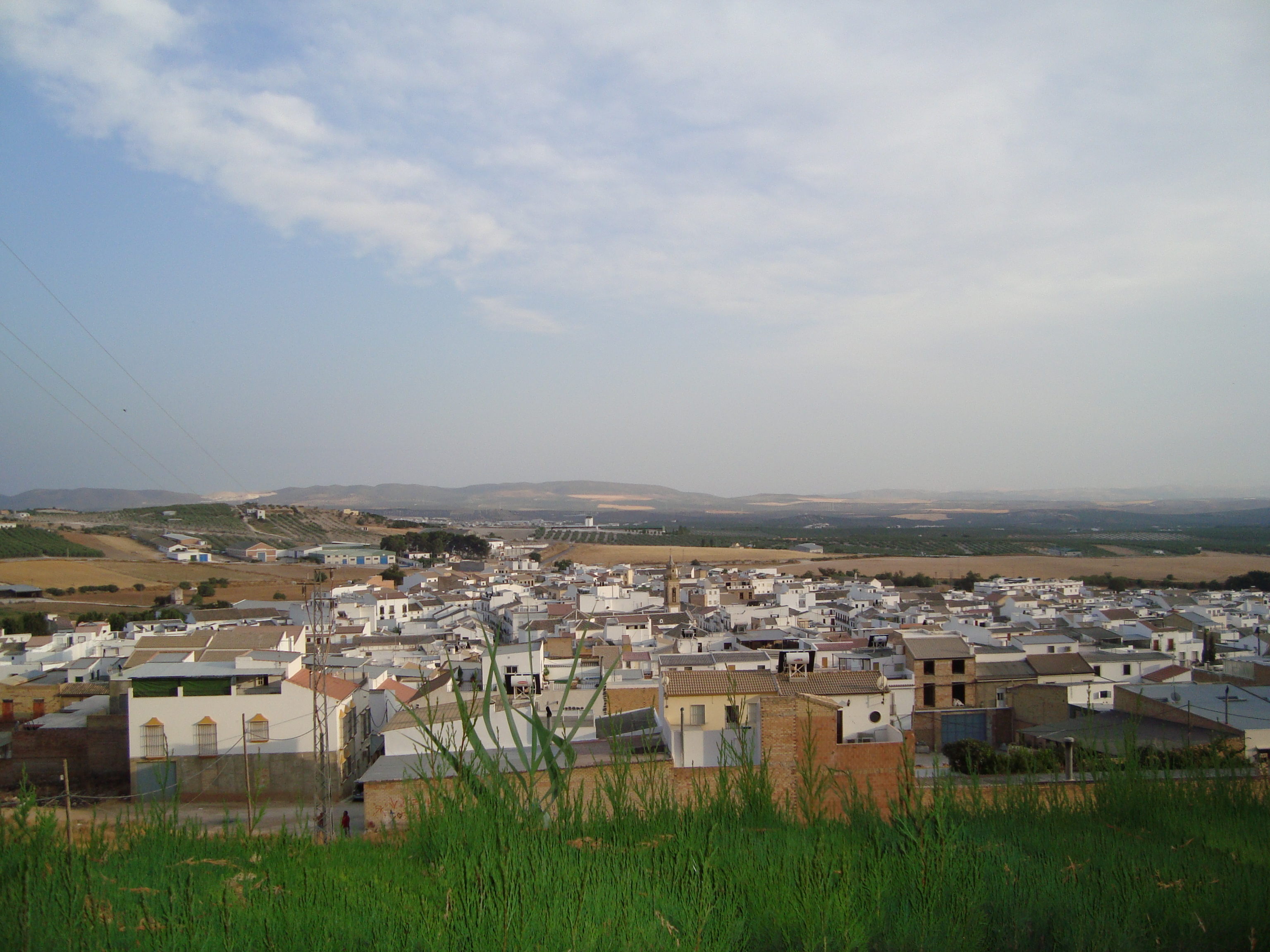
Vista de Gilena desde los Jardines de Blas Infante

En 1985 se descubrió una sepultura calcolítica del tipo "Cueva Artificial", compuesta por una cámara central, cuatro nichos y un corredor escalonado, en la que se encontraron vasos, puntas de flechas de piedra, ídolos, adornos, etc. De la misma época también aparecieron restos en la zona conocida como "Los Corralones", dentro del casco urbano, al hacer cimientos nuevos para un edificio.
También se hallan yacimientos del final de la Edad del Bronce, en las zonas denominadas "Cerro Gordo" y la "Acebuchoza". Del período de ocupación ibérico, en los parajes conocidos como "Los Cortijos Viejos", "Los Villares" y "Cerro del Huevo". Distintos estudios,realizados por investigadores contemporáneos coinciden en señalar que en esta zona estuvo la ciudad ibérica de "Ilse", fundada en el siglo I antes de Jesucristo.
De la época romana, se hallan restos en doce yacimientos distintos entre los que veremos restos de murallas, torreones y termas, como en la zona de "Los Argamazones", en la que han aparecido restos de un edificio termal. A los que hay que añadir el "Cerro del Grajo", "Las Beatas", "Campanario" entre otras.
En estas tierras también ocurrió una de las batallas que se libraron entre las legiones de Julio César y Pompeyo, hecho histórico que recoge el escudo del pueblo.
De la época de los visigodos en la zonas de "Las Lucenillas", "Los Villares", "Aparicio", etc. Y de los árabes en el paraje de "Las Lucenillas", "Campanario", "Los Villares", etc.
En época musulmana, atendiendo a escritores contemporáneos árabes, el pueblo llegó a poseer nombre propio, el único hasta ahora documentado, y fue el de Qaryat – Yilyana, cerca de Hins Istabba (el castillo de Estepa). Aparece en varios libros de geógrafos de los siglos XII y XIII. Qaryat se puede traducir como alquería, que entonces era una entidad menor de población rural, pertenecía al distrito (iqlim) de Estepa y a la cora (provincia) unas veces de Écija y otras de Rayya (Málaga); y de la palabra árabe Yilyana, que puede significar “tierra de manzanas”, deriva el nombre actual de Gilena.
De las aguas del "Ojo de Gilena" se utilizaba su energía hidráulica para mover los molinos de harina que construyeron los árabes a lo largo de la ribera. Una vez conquistada la zona por los cristianos, estas tierras pasan a la Orden de Santiago, siendo muy codiciados los molinos y huertas de Gilena por los alcaldes y comendadores para sus mayorazgos. No obstante, es en el siglo XVII cuando realmente se origina el núcleo de población que llega a nuestros días.
Al constituirse el Marquesado de Estepa, en la época del reinado de Felipe II, Gilena pasa a formar parte de este hasta 1837, fecha en que se disuelven los señoríos jurisdiccionales. También durante el mismo período pasa a formar parte de la Vicaría de Estepa, institución que dependía directamente del Papa.
La proclamación de la II República en Gilena es celebrada con un cortejo hasta el ayuntamiento (donde serán destrozados los retratos del monarca Alfonso XIII), con la izada de la bandera tricolor y con discursos de miembros del Partido Socialista Obrero Español.
Poco después, el 9 de octubre de ese mismo año, se producirán los trágicos sucesos de Gilena, donde morirán cinco jornaleros gilenenses y el cabo de la Guardia Civil de Aguadulce.

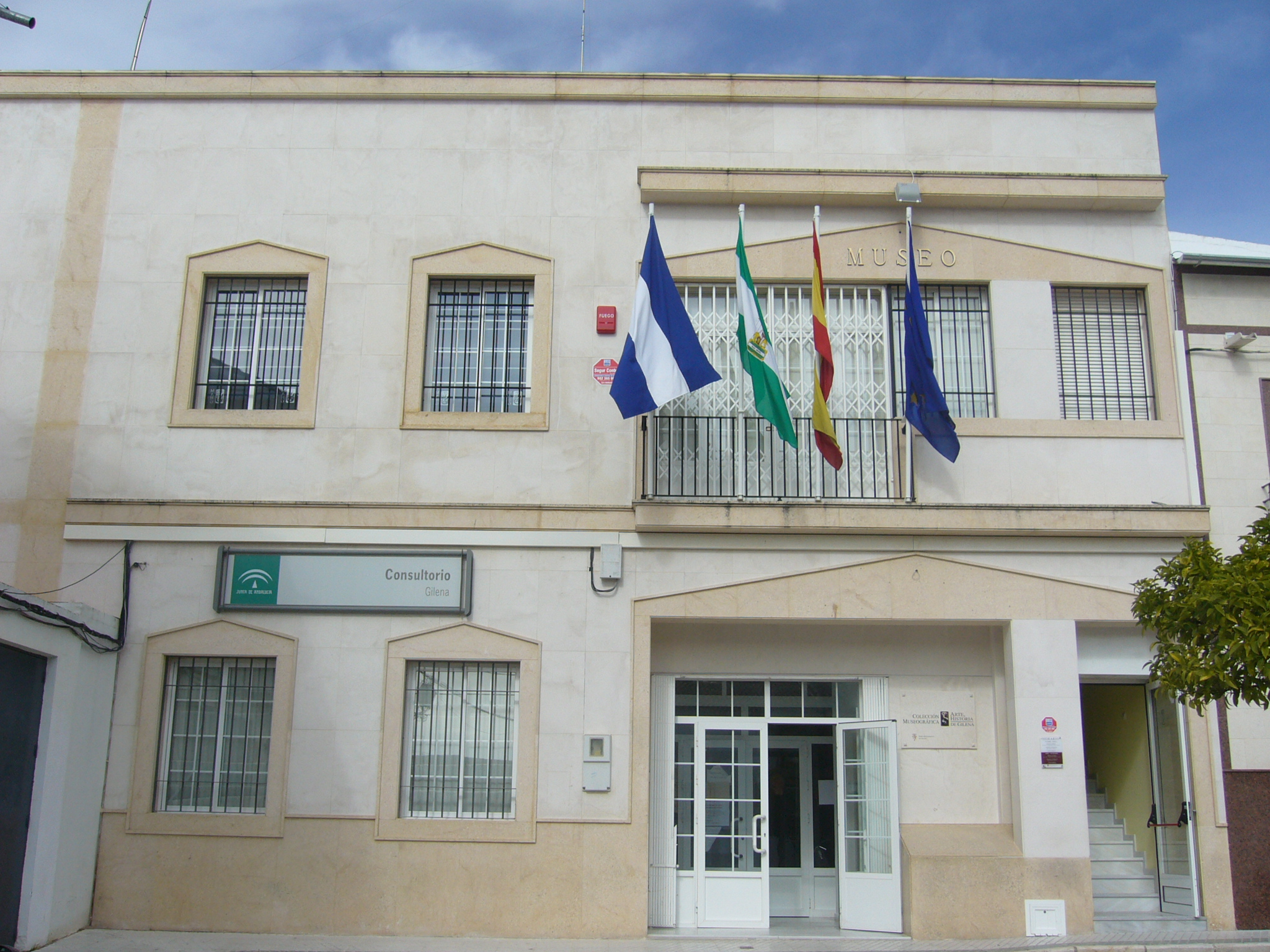
Fachada del edificio actual que alberga la colección

En junio de 2008, tras la aprobación en pleno, pasa a formar parte de la Red de Municipios por la Tercera República. La votación fue aprobada por los concejales de Izquierda Unida-Los Verdes-Convocatoria por Andalucía, mientras que el PSOE-A se abstuvo. 
El 7 de diciembre de 2009 se inaugura la Colección Museográfica de Arte e Historia de Gilena, destinada a explicar de manera didáctica la obra artística del pintor local Francisco Maireles Vela, y a recoger la evolución histórico-cultural de la localidad.

## Geografía humana

### Demografía
Cuenta con una población de 3658 habitantes (INE 2024).
| Gráfica de evolución demográfica de Gilena entre 1842 y 2021                                                          |
| |
| Población de derecho según los censos de población del INE. Población de hecho según los censos de población del INE. |

| 3,840                     | 3,834 | 3,849 | 3,835 | 3,868 | 3,839 | 3,829 | 3,821 | 3,848 | 3,898 | 3,915 | 3,948 | 3,933 | 3825 |
| (Fuente: INE [Consultar]) |       |       |       |       |       |       |       |       |       |       |       |       |      |

### Economía

#### Evolución de la deuda viva municipal
| Gráfica de evolución de Deuda viva del Ayuntamiento de Gilena entre 2008 y 2019                                |
| |
| Deuda viva del Ayuntamiento de Gilena en miles de Euros según datos del Ministerio de Hacienda y Ad. Públicas. |

## Fiestas

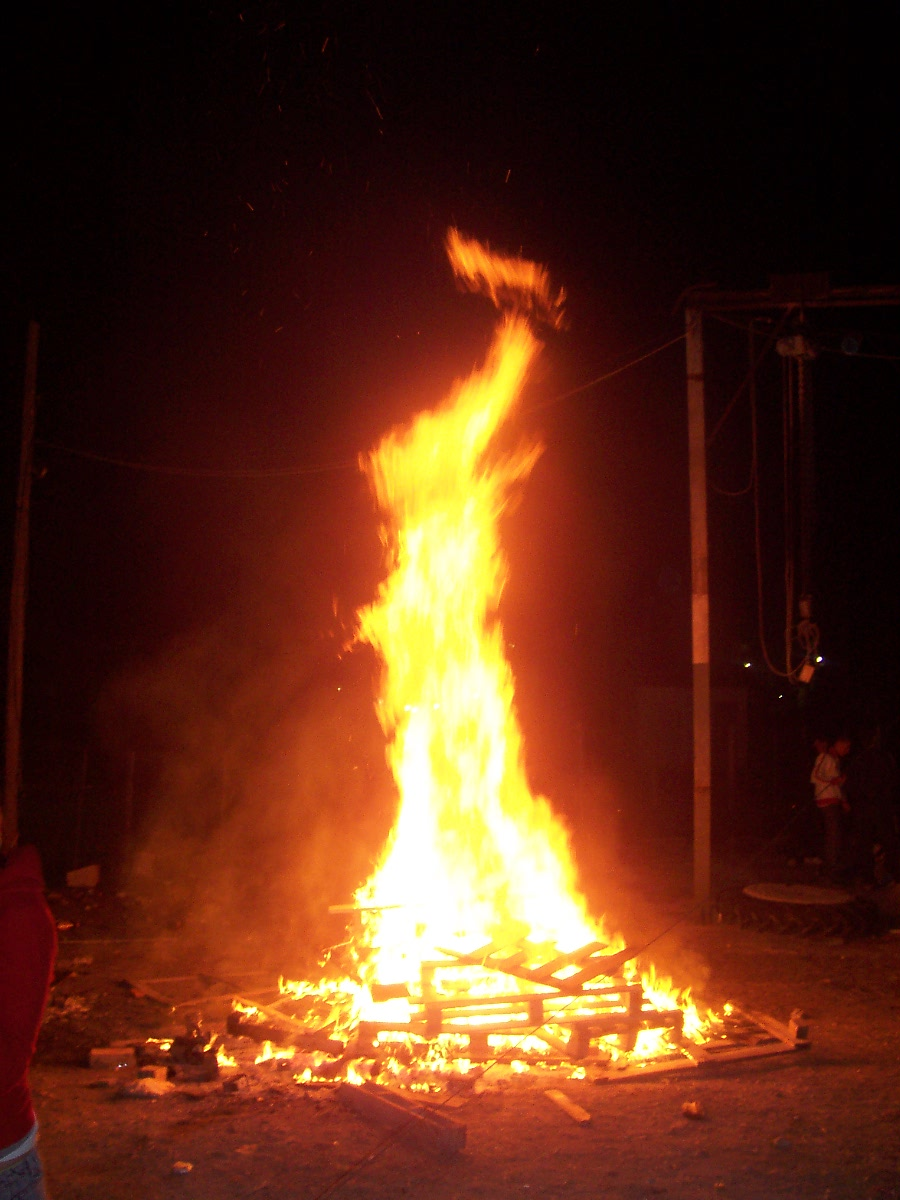
Candelarias de Gilena-

La Fiesta de la Candelaria se celebra en Gilena la noche del 2 de febrero, en honor a la Virgen de las Candelarias. La tradición de origen desconocido, se inicia los días previos durante los cuales los niños "acarrean" leña y muebles viejos. Normalmente la candela reúne a los vecinos de una misma calle, pero también pueden hacerse candelas por familias y grupos de amigos, convirtiéndose en un acto de convivencia y adquiriendo carácter de identidad del lugar en el que se vive, alcanzando entre los chiquillos disputas entre unas candelas y otras. Durante la tarde del mismo día 2, los panaderos elaboran roscas para el día siguiente, fiesta de San Blas, las cuales son adornadas con cintas de colores y una medalla del santo para ser bendecidas en la Iglesia de la Inmaculada Concepción.

A finales del mes de febrero, se celebra la Semana Cultural Andaluza, y el mismo 28 de febrero, desde 1999, año en el que se inaugura los Jardines de Blas Infante con la presencia de María de los Ángeles Infante, se realiza una entrega floral ante el monolito y se iza la bandera andaluza acompañado del himno interpretado por la agrupación musical del pueblo. Posteriormente en el Centro Cultural se celebra un certamen poético y la agrupación de teatro local "Manantial del Ojo" representa alguna obra en relación con la cultura andaluza. 

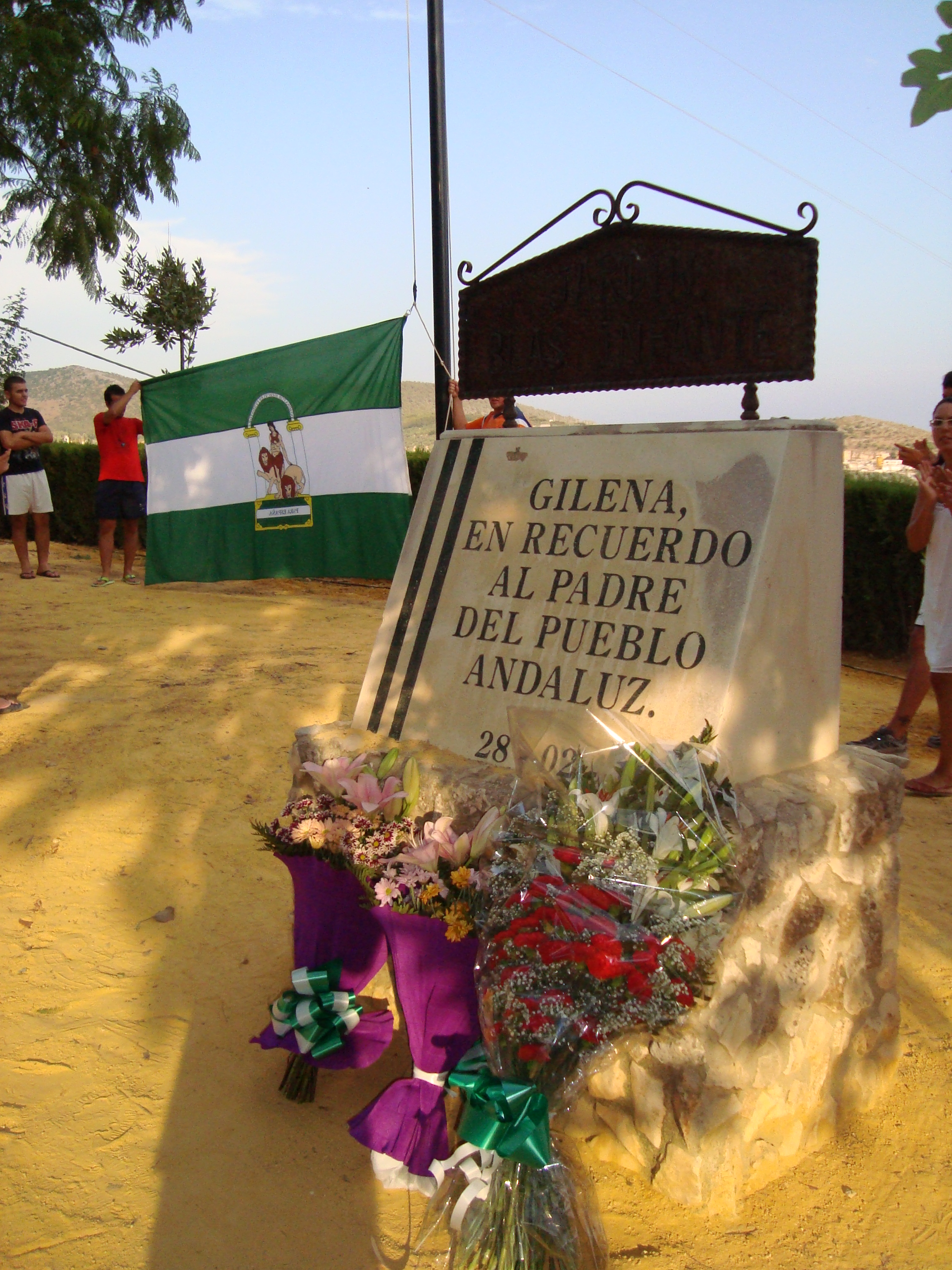
Homenaje a Blas Infante celebrado el 10 de agosto de 2009.

En marzo se celebra la Semana Santa. Gilena solo tiene una hermandad, la de Nuestro Padre Jesús Nazareno y María Santísima de los Dolores, fundada el 2 de mayo de 1798. La primera procesión es el Domingo de Ramos, acompañada de la Agrupación musical de Gilena y la mayoría de los niños del pueblo. En las procesiones del Viernes y Sábado Santos salen más de 1.500 nazarenos en estación de penitencia. La procesión va precedida por la Centuria de Romanos que data de la misma fecha de la Hermandad.
El Viernes Santo en la entrada al Templo del paso de San Juan, al toque de la Centuria Romana los costaleros le dan "la carrerilla" a San Juan recordando cuando el discípulo Juan llegó a la casa de la madre de Jesús corriendo a toda prisa a avisarle que habían raptado a su hijo. Este acto peculiar es presenciado todos los años por numerosas personas llegadas desde otros pueblos de la comarca, aunque conservan otras tradiciones en estas fechas como "las caídas", "las pujas a la llama".
En mayo, normalmente el primero o segundo domingo del mes, se celebra la Romería campestre en honor de San Isidro Labrador y Nuestra Señora de Fátima. En ella se disfruta de un día en el campo en «La Cañada Honda».
El primer domingo de agosto sale en procesión la imagen de la Virgen de la Salud. Esta fiesta fue motivo de las primeras ferias de agosto, pero actualmente se han desvinculado y la Feria de Agosto se celebra una semana después.
La Feria de Gilena tiene su origen en la festividad de la Virgen de la Salud (1983), en la que también se distinguía la compraventa de ganado, perdida progresivamente con el tiempo. La corporación municipal, presidida por el alcalde Francisco del Pino Díaz, decide desligar la fiesta religiosa de la fiesta secular, lo que provoca una extrema tensión con la autoridad religiosa de ese momento, muy reacia ante las nuevas modalidades de baile moderno, especialmente el «agarrao». La nueva feria será de cuatro días, del 11 al 14 de agosto, frente a la semana que abarcaba la verbena de "la Ermita", se establece desde 1961 y supone, inevitablemente, la paulatina decadencia de la festividad religiosa.
Una de las mayores festividades en Gilena es la procesión de la virgen de la Inmaculada, una talla de gran valor para el conjunto eclesiástico del pueblo.
En octubre, el día 7 es la Festividad de Nuestra Señora del Rosario, con sus orígenes a finales del siglo XVII y principios del XVIII, siendo famosa la rondalla de "El Rosario de la Aurora", la cual sale de madrugada, alrededor de la 4 de la mañana, los 4 sábados anteriores a esta fecha a rondar las calles de la villa cantando y los vecinos les ofrecen anís, dulces, etc. Además durante toda la semana tiene cita otro tipo de actividades tanto culturales como deportivas (vídeo). El mismo día por tarde tiene salida la imagen de esta virgen y ya de noche comienza un espectáculo de fuegos artificiales y el famoso "toro de fuego"
En diciembre, el 28, el día de los Santos Inocentes, los vecinos se visten con disfraces y hacen un pasacalles hasta que se congregan todos en el Paseo de Andalucía con una orquesta, donde bailan y se vota a los mejores disfraces. Esta fiesta tiene su origen en que algunos vecinos se vestían de viejos con la cara tapada para que no los reconocieran y pegaban cañazos a todo el que veían en la calle por ser el día de los Santos Inocentes y, a la par que se los golpeaba con la caña, se les gritaba «tonto, tonto»; de ahí el dicho «gilineros tontos como cucos, que no tenéis pregonero desde que murió Peruco».

## Monumentos
La Iglesia de la Purísima Concepción de Nuestra Señora fue construida hacia el año de 1620 por orden del Marquesado de Estepa. La construcción de estilo románico, data del siglo XVII, posteriormente se le hicieron reformas y añadidos en el mismo siglo y en el siglo XVIII. El templo originalmente presentaba planta de cruz latina, a la que se le añadieron capillas laterales y la nave de la derecha. En su interior, se alojan capillas y retablos del siglo XVIII. De estos retablos, el mayor, presenta un banco y un cuerpo con tres calles separadas y decoradas de hojas.

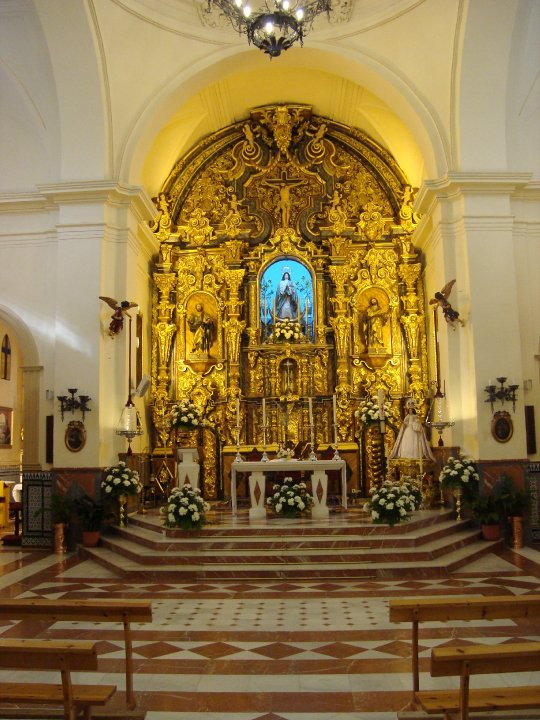
Altar Mayor de la iglesia.

Las imágenes de San Pablo y San Pedro se encuentran junto al camarín de la imagen de la Virgen titular de la misma. Destacan las imágenes  de Santa Ana, atribuida a la escuela granadina de Alonso Cano y la imagen de San Francisco de Asís, de estilo barroco, del siglo XVII. También son de gran valor artístico sus lienzos, tablas y orfebrería. 
La ermita de Nuestra Señora de la Salud se terminó de construir en 1891. Su autor fue el vecino Don Francisco de Paula Gálvez Gómez, en agradecimiento por haberse salvado de la enfermedad del cólera morbo asiático de 1890.
El 28 de febrero de 1999 se inauguraron los Jardines Blas Infante, con la presencia de la hija del que fuera el padre del pueblo andaluz, María de los Ángeles Infante. Junto al monolito se levanta un mástil donde ondea una bandera andaluza de grandes dimensiones.
En el año 2006 con la conmemoración del 75.º aniversario de la II República, se inauguró en una rotonda de entrada al pueblo un monolito de planta cuadrangular y con la inscripción "A LA MEMORIA DEL GILENENSE OLVIDADO 1931-1936", y rodeado de flores rojas, amarillas y moradas.

## Gastronomía
«Habiendo pan tierno, parece que no habrá lugar para el hambre». Y cuando este sobra, ya duro, es una solución inevitable las migas. Con la harina, por añadidura, se urden todo tipo de gachas, que se hacían antiguamente para matar el hambre, y sin embargo, han llegado a parecernos un bocado exquisito. Pero la estrella de nuestra cocina del pan, nuestro verdadero buque insignia, han sido el gazpacho con sus sopillas y el salmorejo.
De ahí nuestras sencillísimas, nuestras humildes señas de identidad; de una honradez y una modestia deliciosas. Muy típicas también de esta comarca son las populares habas, también presentes en muchos de sus platos, en potajes, en cazuela, o cocidas en su punto, con un aire de cebolla, unas tiritas de jamón y un aceite de oliva virgen, son una exquisitez... que alcanza registro sublime si sobre ellas se deposita un fresquísimo huevo escalfado.
Buenas manos para especiar las espinacas, que aquí se acompañan de garbanzos, papas con caldillo, papas con encajes, espárragos con caldillo. Reseñemos el cocido, de tagarninas, el de calabaza, el de coles o berzas.
Entre las distintas especies de palomas bravías que cruzan los cielos andaluces en sus viajes migratorios: las tórtolas, pequeñas y jugosas, de carnes tiernas y llenas de sabor, uno de los más deliciosos regalos del verano; las zuritas, azuladas, de sabor delicado y profundo a la vez, lamentablemente escasa; y los torcales las mayores en tamaño, las de sabor más marcado, más agreste, pero ciertamente exquisita. Lo suyo es asarla, dándole el punto justo en que sus carnes, conservando los tonos profundamente rojos, no sueltan ya sangre al corte. Pero va muy bien estofada realzando su sabor con algunas hierbas aromáticas, propias de la zona. Tienen fama, por bravíos, los ejemplares serranos de perdiz, que además cantan con una hermosa arrogancia que al parecer resulta irresistible para las hembras e intolerable para los otros machos, que es de lo que se trata en el arte del reclamo. Y, para los aficionados a sabrosas menudencias, cabe la posibilidad de algún mirlo, un tordo, quizá unos zorzales... una amplia oferta sin duda.
Abunda el conejo y la liebre, la gran señora de la caza de pelo, capaz de protagonizar uno de los arroces –caldosos, que hacen de él un plato verdaderamente extraordinario- más lleno de sabor es el otoño en muchas y diversas preparaciones. Un simple guiso, con la aportación de su propia sangre, cebollitas y buen vino, es seguramente la cumbre de la cocina de la liebre.
Pero nuestra devoción anda también al ritmo renqueante del soberbio cerdo. Cuántas almas habrán salido adelante gracias a las honestas tajadas de tocino. No hace falta seguir hablando, ¿para qué?. Si fuéramos agradecidos, el cerdo tendría un monumento en cada plaza. Luego claro está, a otra escala, queda el averío, siempre que tenga el humilde y democrático corral como procedencia. Destacar el chorizo, la morcilla, la sangre con tomate, asaduritas y riñones con ajo y aceite de oliva, y las manitas de cerdo, plato exquisito.
El pollo y la gallina, siempre básicos en la alimentación y la economía de las familias rurales, siguen siendo todavía, los protagonistas indiscutibles de muchos hogares andaluces.
Y tras esta amplia y suculenta variedad de platos, unos postres no menos atractivos a la vista y al paladar: mantecados, existiendo una variedad diferente a la típica estepeña, la diferencia es que la harina no se tuesta con lo que es crujiente por abajo y tierno por arriba; polvorones, jallullas, rosquillos, pestiños, tartas de cidra, de chocolate, de manzana, gachas dulces, melojas... hará las delicias de los más golosos.
Para toda ocasión hay un plato típico. En Gilena, en verano, el salmorejo con su atún, huevo duro, y todo lo que le quiera añadir; y el gazpacho. En invierno, los caldillos, de espárragos, de papas, y los cocidos y potajes; y para los desayunos, las tortas de manteca, tostadas, con azúcar o solas.
En cuanto a las fiestas, para Navidades el solomillo relleno y el pollo, pero fundamentalmente los mantecados.
En Semana Santa, el bacalao, frito, con tomate, con arroz; y los huevos rellenos, la ensaladilla, los boquerones en vinagre, el arroz con leche.

## Deportes
Gilena cuenta con numerosas agrupaciones deportivas y varios clubes federados.
CB UNIÓN
El Club de Baloncesto Unión Gilena, es actualmente el conjunto que más lejos ha llegado, participando en la Primera División provincial. Han sido varias las ocasiones en las que el Club de Baloncesto Unión Gilena ha disputado la liguilla de ascenso a Primera Andaluza.
Su presidente es Antonio Rodríguez, su delegado de campo es Ángel Díaz (exjugador), y su delegada de equipo es Inmaculada Morillo.
CD PUNTOS SUSPENSIVOS
El Club de Fútbol Sala de esta localidad se fundó el 10 de agosto de 2004, participando en competición federada desde la temporada 2004-2005. Comenzaba en liga provincial con varios ascensos. En la temporada 2011-2012 encabezaba la nueva directiva como presidente José Carlos Montaño Pozo. Desde la temporada 2017-2018 milita en 3ª Nacional compartiendo categoría con grandes clubes del Fútbol Sala Andaluz.
BTT GILENA
Este es un club de mountain bike, cuyos socios participan en eventos tales como la subida al Veleta de la Sierra Nevada de Granada, o el ya clásico Silextrem de nuestra propia localidad, una prueba extrema de unos 40 km en la que participan ciclistas de muchas ciudades.
También existe un club de tenis cuyos socios participan en diversos torneos.
El 25 de julio de 2010, el joven gilenense Nelson Pareja Gutiérrez se proclamaba Campeón de España en la categoría de cadete del X Campeonato de España de Tiro con Arco Olímpico, en la modalidad de arco de poleas.